# 2002 FNS歌謡祭
『2002 FNS歌謡祭』（2002 エフエヌエスかようさい）は、フジテレビ系列で2002年12月5日 19:00 - 22:19（JST）に生放送された通算31回目の『FNS歌謡祭』。

## 概要
『FNS歌謡祭』の木曜日での放送は今回が最後。翌2003年からは（2010年を除き）水曜放送となる。
今回は放送時間が3時間19分（199分）と歴代最長になったが、次回からは放送時間が更に拡大、19:00 - 23:18の「4時間18分」となる。

## 当日のステージ
「Wishing On The Same Star」を披露した安室奈美恵が音響側のミスにより、曲の途中でマイクの音量が変わるというアクシデントが発生した。
SMAPは裏番組『うたばん』（TBS系列）に出演の為、今回の当番組は出演を辞退した。
今回は、同局のバラエティ番組『水10! ワンナイR&R』から誕生した音楽ユニット・くずが『FNS歌謡祭』初出演。
今回のトップバッターは松浦亜弥が「♡桃色片想い♡」を披露して、大トリは浜崎あゆみが「Voyage」を披露した。『FNS歌謡祭』初となるトップバッターと大トリが共に、女性ソロアーティストが務めた。
ジャニーズ事務所からはTOKIO、V6、KinKi Kids、嵐、タッキー&翼の5組が出演した。また、タッキー&翼は『FNS歌謡祭』に初出演となった。

## 出演者

### 司会
- 楠田枝里子
- 川端健嗣（当時：フジテレビアナウンサー）

### 出演アーティスト
- 安室奈美恵
- 嵐
- Every Little Thing
- おニャン子クラブ
- Gackt[2]
- KinKi Kids
- くず
- CHEMISTRY
- 小柳ゆき
- J-FRIENDS
- 島谷ひとみ
- タッキー&翼
- TOKIO
- 元ちとせ
- 浜崎あゆみ
- 平井堅
- V6
- 藤本美貴
- BoA
- ポルノグラフィティ
- 松浦亜弥
- 観月ありさ
- モーニング娘。

太字は当年のNHK『第53回NHK紅白歌合戦』にも出場した歌手である。

### 音楽・演奏
- 武部聡志音楽団

## セットリスト
| 順番 | アーティスト       | 楽曲                            |
| ---- | ------------------ | ------------------------------- |
| 1    | 松浦亜弥           | ♡桃色片想い♡                    |
| 2    | 嵐                 | PIKA☆NCHI                       |
| 3    | 藤本美貴           | ボーイフレンド                  |
| 4    | タッキー&翼        | True Heart                      |
| 5    | 小柳ゆき           | Lovin' you                      |
| 6    | 観月ありさ         | Love Potion                     |
| 7    | V6                 | Feel your breeze                |
| 8    | BoA                | LISTEN TO MY HEART              |
| 9    | おニャン子クラブ   | ショーミキゲン                  |
| 10   | おニャン子クラブ   | セーラー服を脱がさないで (1985) |
| 11   | モーニング娘。     | Do it! Now                      |
| 12   | 島谷ひとみ         | 亜麻色の髪の乙女                |
| 13   | KinKi Kids         | solitude 〜真実のサヨナラ〜     |
| 14   | TOKIO              | ding-dong                       |
| 15   | 安室奈美恵         | Wishing On The Same Star        |
| 16   | Gackt              | 12月のLove song (2001)          |
| 17   | J-FRIENDS          | Love Me All Over                |
| 18   | CHEMISTRY          | SOLID DREAM                     |
| 19   | くず               | 生きてることってすばらしい      |
| 20   | Every Little Thing | UNSPEAKABLE                     |
| 21   | 平井堅             | Ring                            |
| 22   | 平井堅             | 大きな古時計                    |
| 23   | 元ちとせ           | この街                          |
| 24   | 元ちとせ           | ワダツミの木                    |
| 25   | 浜崎あゆみ         | Voyage                          |

## スタッフ
- 制作：港浩一
- 構成：玉井貴代志、高須晶子／山内浩嗣
- 美術プロデューサー：石鍋伸一朗、井上幸夫
- デザイン：越野幸栄
- 美術進行：足立和彦
- 大道具：引馬幹晴
- アートフレーム：永濱大作
- 電飾：渡辺信一、森智
- アクリル装飾：太田浩、渋谷哲也
- 特殊装置：樋口真樹
- 視覚効果：小熊雅樹
- 生け花装飾：長崎由利子
- メイク：長縄真弓
- 楽器：磯元洋一
- マルチ：丸山明道
- TD／SW：馬場直幸
- カメラ：関克哉
- 音声：相馬厚
- 映像：中村有吾
- 照明：植松晃一
- バリライト：土屋欣宥（バリライトアジア）
- PA：山本祐介（共立）
- カムリモート：酒井和恵
- クレーン：明光セレクト、ダブルビジョン、K&L、サークル
- フィローレール：S.J.P.
- 音響効果：川端智之（4-Legs）、中田圭三（4-Legs）
- 編集：小笠原一登（IMAGICA）
- MA：指田高史（IMAGICA）
- CG：松本幸也（orb）／瀬井貴之
- 電子タイトル：太田明
- 広報：谷川有季
- TK：石原由季、平野美紀子、槇加奈子
- リサーチ：楠静、前田久美子、西浜久美子、小泉宗可
- 協力：グランドプリンスホテル新高輪
- 運営：コントロール／4-Legs
- 技術協力：八峯テレビ、FLT、共立、タムコ
- VTR編集：仮屋隆典
- 元ちとせ収録スタッフ：
  - SW：障子川雅則
  - 音声：松永英一
- フジテレビV6スタジオ
  - 技術：竹内弘佳
  - ディレクター：冨田哲朗
- プロデューサー：きくち伸、清水宏泰、佐々木将
- 演出：板谷栄司
- 制作：フジテレビ制作センター
- 制作著作：フジテレビ